# Bariera przeciwczołgowa

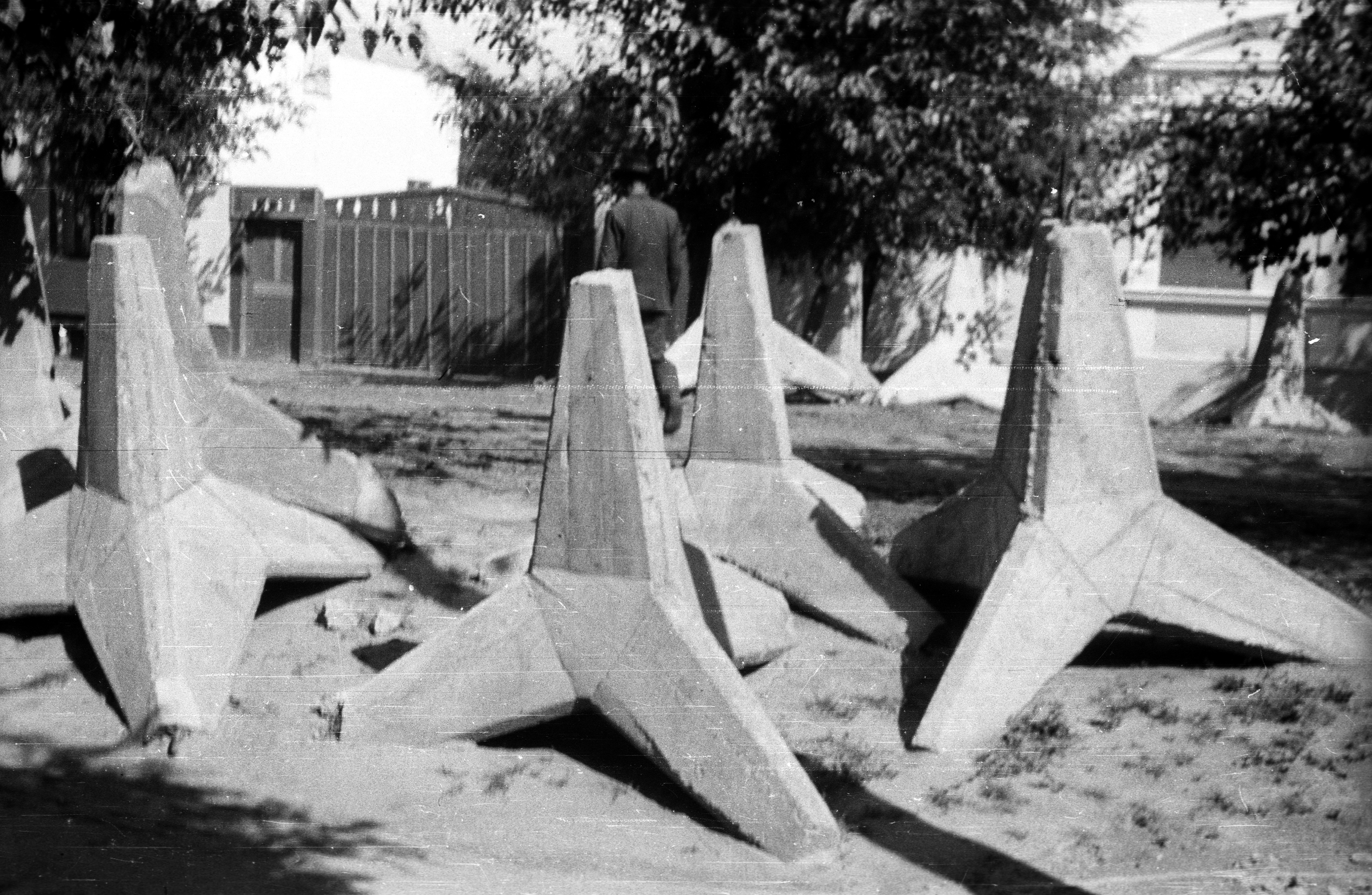
Bariera przeciwczołgowa z 1944 roku (lokalizacja nieznana)

Bariera przeciwczołgowa, zapora przeciwczołgowa, przeszkoda przeciwczołgowa – zapora inżynieryjna budowana na kierunkach prawdopodobnego ruchu czołgów i transporterów opancerzonych przeciwnika.
Rozróżnia się bariery przeciwwieżowe, budowane w lasach poprzez mocowanie do drzew okrąglaków na wysokości wież czołgowych, oraz bariery pełne, budowane na drogach z okrąglaków i kamieni, które tworzone w miastach czasami przypominają barykady ze strzelnicami do prowadzenia ognia.